# Belasica
La Belasica (in macedone e bulgaro Беласица - talvolta traslitterato anche in Belasitsa o Belasitza - in greco Μπέλες o Κερκίνη) è una catena montuosa nell'Europa sud-orientale divisa tra la Repubblica di Macedonia del Nord, la Bulgaria e la Grecia.

## Montagne

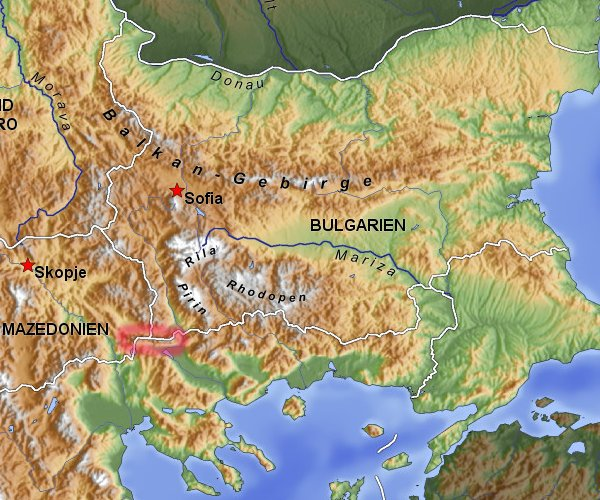
La catena montuosa (evidenziata in rosso) nella cartina dell'Europa sud-orientale.

La montagna più alta della catena è il Pico Radomir che raggiunge 2.029 m s.l.m.. Il monte Tumba si trova al confine tra i tre stati sui quali insiste la catena montuosa.

## Caratteristiche
La catena è famosa per la Battaglia di Kleidion che tra questi monti si svolse nel 1014.
La regione della Belasica divenne una Euroregione nel 2003.
Due società calcistiche prendono il nome dal gruppo montuoso: la Fudbalski Klub Belasica di Strumica in Macedonia del Nord e la PFC Belasitsa Petrich di Petrič in Bulgaria.